# チャス・チャンドラー
ブライアン・ジェイムス "チャス" チャンドラー（英語: Bryan James "Chas" Chandler、1938年12月18日 - 1996年7月17日）は、イングランドのミュージシャン、音楽プロデューサー、およびマネージャー。アニマルズのベーシスト、ジミ・ヘンドリックスのマネージャーとして知られる。

## 来歴
1938年12月18日、ニューカッスル・アポン・タインのヒートンに生まれる。

### ミュージシャンとして
1962年にアラン・プライスのトリオでベースを担当。トリオはエリック・バードン加入後、アニマルズと改名した。チャンドラーのベースの演奏が批判的に評価されることは少なく、1965年に発表された楽曲「朝日のない街」(We Gotta Get Out of This Place) のオープニングのリフを含む幾つかの演奏は後に賞賛された。しかし彼は商業的な成功に対して少ない給与に幻滅した。
アニマルズは1966年に解散した。

### マネージャーとして
アニマルズ解散後、チャンドラーはジミ・ヘンドリックスのマネージャーに転身、ノエル・レディング、ミッチ・ミッチェルをスカウトしてジミ・ヘンドリックス・エクスペリエンスを結成させ、デビューアルバム『アー・ユー・エクスペリエンスト?』と2枚目のアルバム『アクシス:ボールド・アズ・ラヴ』をプロデュースした。またヘンドリックスをエリック・クラプトンに紹介して、彼にクリームと共演する機会をもたらした。
続いて彼はスレイドのマネジメントを12年間担当。この間、1970年代後半にIBCスタジオを買収して4年間経営し、バーン・レコードを設立したほか、1995年に開業した10,000席を有するスポーツ・エンターテインメント施設であるニューカッスル・アリーナの建設にも尽力した。
1996年7月17日、ニューカッスルにて死去。享年57歳。